# Linha 4A do Metrô de Santiago
A Linha 4A: Vicuña Mackenna ↔ La Cisterna é uma das linhas do Metrô de Santiago.

## Estações
| Nome            | Inauguração          | Comuna                | Integração         | Posição    | Latitude      | Longitude     |
| --------------- | -------------------- | --------------------- | ------------------ | ---------- | ------------- | ------------- |
| Vicuña Mackenna | 16 de agosto de 2006 | La Florida            |                    | Superfície | 33° 31' 11" S | 70° 35' 46" O |
| Santa Julia     | 16 de agosto de 2006 | La Florida            | -                  | Superfície | 33° 31' 52" S | 70° 36' 20" O |
| La Granja       | 16 de agosto de 2006 | La Granja             | -                  | Superfície | 33° 32' 28" S | 70° 36' 58" O |
| Santa Rosa      | 16 de agosto de 2006 | La Granja / San Ramón | (a partir de 2030) | Superfície | 33° 32' 33" S | 70° 38' 03" O |
| San Ramón       | 16 de agosto de 2006 | San Ramón             | -                  | Superfície | 33° 32' 28" S | 70° 38' 36" O |
| La Cisterna     | 16 de agosto de 2006 | La Cisterna           |                    | Superfície | 33° 32' 15" S | 70° 39' 52" O |